# Championnats d'Europe d'haltérophilie 1975
Navigation
Édition précédente Édition suivante
Les championnats d'Europe d'haltérophilie 1975, cinquante-quatrième édition des championnats d'Europe d'haltérophilie, ont lieu du 15 au 23 septembre 1975 à Moscou, en URSS. Ils font partie des Championnats du monde d'haltérophilie 1975.

## Médaillés
| Épreuve     | Or                       | Or          | Argent                   | Argent   | Bronze                   | Bronze   |
| 52 kg       | 52 kg                    | 52 kg       | 52 kg                    | 52 kg    | 52 kg                    | 52 kg    |
| ----------- | ------------------------ | ----------- | ------------------------ | -------- | ------------------------ | -------- |
| Arraché     | Zygmunt Smalcerz (POL)   | 105,0 kg    | Lajos Szűcs (HUN)        | 100,0 kg | Aleksandr Voronin (URS)  | 100,0 kg |
| Épaulé-jeté | Zygmunt Smalcerz (POL)   | 132,5 kg    | Aleksandr Voronin (URS)  | 132,5 kg | Lajos Szűcs (HUN)        | 130,0 kg |
| Total       | Zygmunt Smalcerz (POL)   | 237,5 kg    | Aleksandr Voronin (URS)  | 232,5 kg | Lajos Szűcs (HUN)        | 230,0 kg |
| 56 kg       |                          |             |                          |          |                          |          |
| Arraché     | Waldemar Korcz (POL)     | 112,5 kg    | Włodzimierz Jakub (POL)  | 112,5 kg | Karel Prohl (TCH)        | 110,0 kg |
| Épaulé-jeté | Atanas Kirov (BUL)       | 145,0 kg    | Karel Prohl (TCH)        | 140,0 kg | Waldemar Korcz (POL)     | 140,0 kg |
| Total       | Atanas Kirov (BUL)       | 255,0 kg    | Waldemar Korcz (POL)     | 252,5 kg | Karel Prohl (TCH)        | 250,0 kg |
| 60 kg       |                          |             |                          |          |                          |          |
| Arraché     | Nikolay Kolesnikov (URS) | 125,0 kg    | Georgi Todorov (BUL)     | 125,0 kg | János Benedek (HUN)      | 122,5 kg |
| Épaulé-jeté | Georgi Todorov (BUL)     | 160,0 kg    | Antoni Pawlak (POL)      | 155,0 kg | Nikolay Kolesnikov (URS) | 152,0 kg |
| Total       | Georgi Todorov (BUL)     | 285,0 kg RM | Nikolay Kolesnikov (URS) | 277,5 kg | Antoni Pawlak (POL)      | 275,0 kg |
| 67,5 kg     |                          |             |                          |          |                          |          |
| Arraché     | Zbigniew Kaczmarek (POL) | 137,5 kg    | Petro Korol (URS)        | 135,0 kg | Mladen Kuchev (BUL)      | 132,5 kg |
| Épaulé-jeté | Petro Korol (URS)        | 177,5 kg RM | Zbigniew Kaczmarek (POL) | 175,0 kg | Mukharby Kirzhinov (URS) | 172,5 kg |
| Total       | Petro Korol (URS)        | 312,5 kg    | Zbigniew Kaczmarek (POL) | 312,5 kg | Mladen Kuchev (BUL)      | 302,5 kg |
| 75 kg       |                          |             |                          |          |                          |          |
| Arraché     | Yordan Mitkov (BUL)      | 150,0 kg    | Nedelcho Kolev (BUL)     | 145,0 kg | Peter Wenzel (GDR)       | 145,0 kg |
| Épaulé-jeté | Peter Wenzel (GDR)       | 190,0 kg    | Yordan Mitkov (BUL)      | 182,5 kg | Nedelcho Kolev (BUL)     | 180,0 kg |
| Total       | Peter Wenzel (GDR)       | 335,0 kg    | Yordan Mitkov (BUL)      | 332,5 kg | Nedelcho Kolev (BUL)     | 325,0 kg |
| 82,5 kg     |                          |             |                          |          |                          |          |
| Arraché     | Valery Shary (URS)       | 162,5 kg    | Trendafil Stoychev (BUL) | 162,5 kg | Péter Baczakó (HUN)      | 157,5 kg |
| Épaulé-jeté | Rolf Milser (FRG)        | 200,0 kg    | Valery Shary (URS)       | 195,0 kg | Trendafil Stoychev (BUL) | 195,0 kg |
| Total       | Valery Shary (URS)       | 357,5 kg    | Trendafil Stoychev (BUL) | 357,5 kg | Juhani Avellan (FIN)     | 350,0 kg |
| 90 kg       |                          |             |                          |          |                          |          |
| Arraché     | David Rigert (URS)       | 167,5 kg    | Michel Broillet (SUI)    | 167,5 kg | Sergey Poltoratsky (URS) | 165,0 kg |
| Épaulé-jeté | David Rigert (URS)       | 210,0 kg    | Sergey Poltoratsky (URS) | 207,5 kg | Peter Petzold (GDR)      | 202,5 kg |
| Total       | David Rigert (URS)       | 377,5 kg    | Sergey Poltoratsky (URS) | 372,5 kg | Peter Petzold (GDR)      | 362,5 kg |
| 110 kg      |                          |             |                          |          |                          |          |
| Arraché     | Valentin Hristov (BUL)   | 180,0 kg    | Vasily Mazheikov (URS)   | 170,0 kg | Jürgen Ciezki (GDR)      | 170,0 kg |
| Épaulé-jeté | Valentin Hristov (BUL)   | 237,5 kg    | Vasily Mazheikov (URS)   | 220,0 kg | Jürgen Ciezki (GDR)      | 220,0 kg |
| Total       | Valentin Hristov (BUL)   | 417,5 kg    | Vasily Mazheikov (URS)   | 390,0 kg | Jürgen Ciezki (GDR)      | 390,0 kg |
| +110 kg     |                          |             |                          |          |                          |          |
| Arraché     | Hristo Plachkov (BUL)    | 195,0 kg    | Vasily Alekseyev (URS)   | 187,5 kg | Jürgen Heuser (GDR)      | 180,0 kg |
| Épaulé-jeté | Gerd Bonk (GDR)          | 242,5 kg    | Vasily Alekseyev (URS)   | 240,0 kg | Jürgen Heuser (GDR)      | 232,5 kg |
| Total       | Vasily Alekseyev (URS)   | 427,5 kg    | Gerd Bonk (GDR)          | 422,5 kg | Hristo Plachkov (BUL)    | 420,0 kg |